# Dual dark fibre
Dual dark fibre is een term die gebruikt wordt door de grotere datacommunicatiespecialisten. Hierbij gaat het om de technische oplevering van een datalijn van punt A naar punt B, waarbij de leverancier van de lijn niet de controle heeft over- en zicht heeft op de aangesloten apparatuur noch over de data die erdoorheen gaat.
Een single dark fibre is een enkel uitgevoerde lijn, een dual dark fibre is dubbel uitgevoerd.